# Robert A. Parker
Robert Allan Ridley Parker (* 14. Dezember 1936 in New York City, New York, USA) ist ein ehemaliger US-amerikanischer Astronaut.

## Ausbildung
Parker machte seinen Schulabschluss in Shrewsbury. Anschließend studierte er Astronomie und Physik am Amherst College und schloss 1958 beide Fächer mit einem Bachelor erfolgreich ab. Daraufhin promovierte er am California Institute of Technology 1962 in Astronomie. Während des Astronautentrainings war er Professor an der University of Wisconsin–Madison.

## NASA
1967 wurde er in die 6. Astronautengruppe der NASA gewählt und als Wissenschaftsastronaut ausgebildet. Er gehörte zur wissenschaftlichen Unterstützungsmannschaft der Missionen Apollo 15 und Apollo 17. Zudem war er wissenschaftlicher Mitarbeiter der Skylab-Missionen.
Er hat über 3.500 Flugstunden in Jets auf seinem Konto.

### STS-9

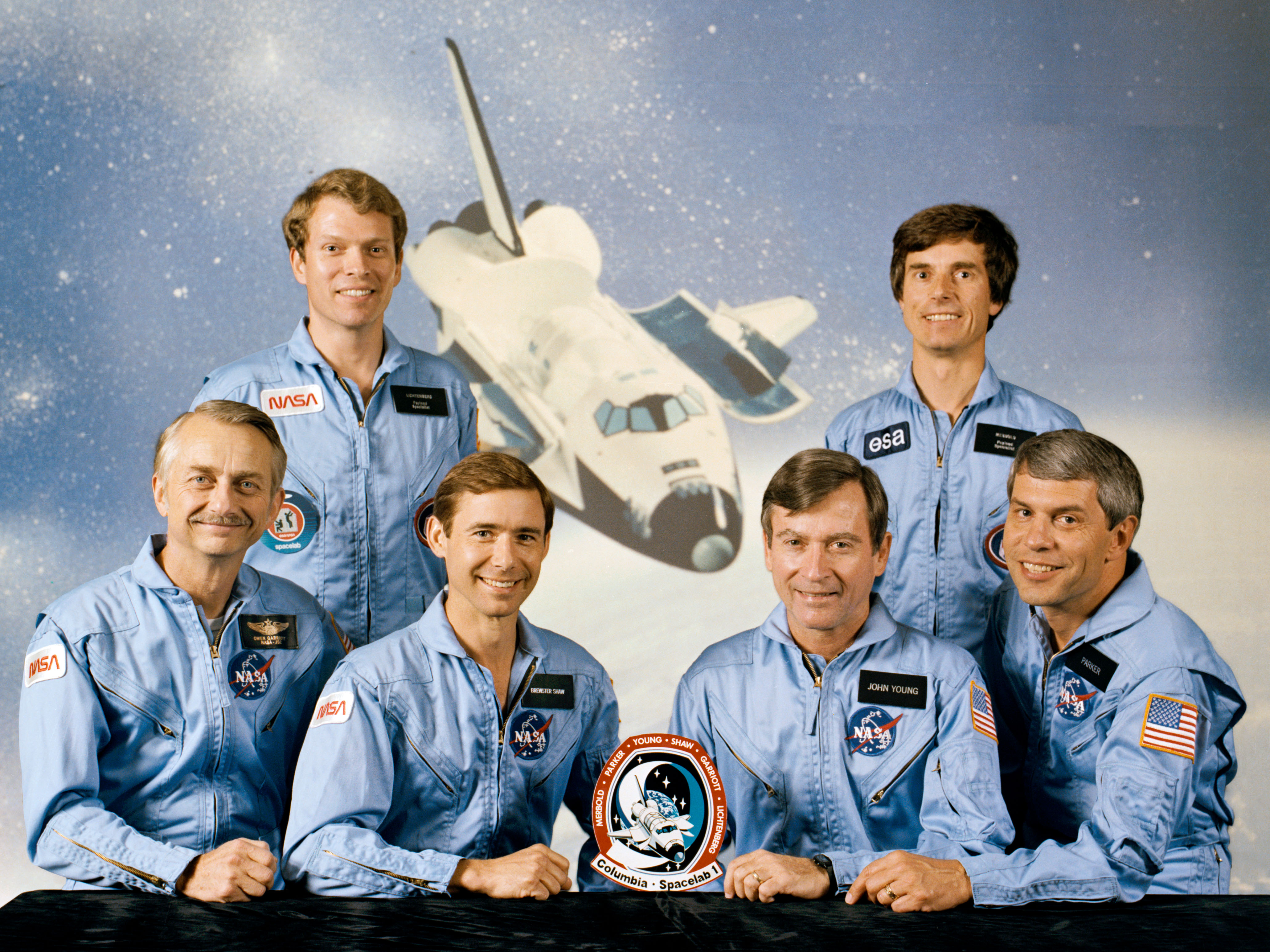
Besatzung von STS-9

Seinen ersten und längsten Weltraumeinsatz hatte Parker als Missionsspezialist der Mission STS-9 vom 28. November bis 8. Dezember 1983 mit dem Space Shuttle Columbia, bei der zum ersten Mal das Weltraumlabor Spacelab mitgeführt wurde. Unter dem Kommando von Astronaut John Young, der als erster Mensch bei dieser Mission zum sechsten Mal in den Weltraum flog, war es der erste Raumflug mit sechs Raumfahrern. Gleichzeitig war dies die erste NASA-Mission, bei der ein Nichtamerikaner, Ulf Merbold, Mitglied der Besatzung war.
Der Flug war aus wissenschaftlicher Sicht ein voller Erfolg, denn durch die Mitführung des Spacelab konnten mehr Experimente erfolgreich durchgeführt werden, als bei allen Apollo- und Skylab-Missionen zusammengenommen.

### STS-61-E
Diese Mission mit der Raumfähre Columbia hätte im März 1986 die ASTRO-1-Spacelab-Mission ins All bringen sollen. Nach der Challenger-Katastrophe wurde der Flug abgesagt. Die Mannschaft hätte aus Jon McBride, Richard Richards, David Leestma, Jeffrey Hoffman, Robert Parker, Samuel Durrance und Ronald Parise bestanden.

### STS-71-A
Diese Mission mit der Raumfähre Atlantis hätte am 12. Januar 1987 die ASTRO-2-Spacelab-Mission ins All bringen sollen. Nach der Challenger-Katastrophe wurde der Flug abgesagt. Die Mannschaft hätte aus Jon McBride, Richard Richards, David Leestma, Jeffrey Hoffman, Robert Parker, Nutzlastspezialist Kenneth Nordsieck sowie einem der zwei weiteren Nutzlastspezialisten Samuel Durrance und Ronald Parise bestanden.

### STS-35
Bei seiner zweiten und letzten Weltraummission war Parker wieder als Missionsspezialist an Bord der Columbia. Hauptziel der Mission waren astronomische Beobachtungen mit den Geräten der ASTRO-1-Platform im Bereich der UV- und Röntgenstrahlen.
Bei diesem Flug kam es zu Startverzögerungen, so dass das erste Mal in der Geschichte zwei Space Shuttles gleichzeitig startbereit auf den Startrampen standen.
Während der Mission gab es einige technische Probleme, so funktionierten zum Beispiel die Displays zum Ausrichten der ASTRO-1-Teleskope nicht. Die Teleskope mussten deshalb von der Erde aus gesteuert werden. Die wissenschaftlichen Ziele konnten aber trotzdem zu etwa 70 Prozent erreicht werden.

### Nach den Flügen
Parker war von März 1988 bis Dezember 1991 im NASA-Hauptquartier in Washington D.C. stationiert gewesen als Direktor für Politik und Pläne das Space-Shuttle-Projekt betreffend. 1992 bis 1993 war er Direktor des Spacelab-Programms und von 1993 bis 1997 war er verantwortlich für die Utensilien der Weltraummissionen. Von 1997 bis zu seiner Berentung 2005 war er Direktor der Antriebslaboratorien der NASA in Pasadena.

## Zusammenfassung
| Nr. | Mission | Funktion           | Flugdatum                       | Flugdauer   |
| --- | ------- | ------------------ | ------------------------------- | ----------- |
| 1   | STS-9   | Missionsspezialist | 28. November – 8. Dezember 1983 | 10d 07h 47m |
| 2   | STS-35  | Missionsspezialist | 2. Dezember – 11. Dezember 1990 | 8d 23h 05m  |

## Privat
Parker ist verheiratet und hat fünf Kinder und neun Enkelkinder.